# Guilherme Silva
Guilherme Henrique Valente Rodrigues da Silva GOIH (Funchal, 16 de julho de 1943), conhecido publicamente como Guilherme Silva, é um advogado e político português.

## Biografia
Advogado desde 1973, licenciado em Direito e pós-graduado em Direito Comunitário, iniciou a sua carreira na magistratura do Ministério Público, tendo sido Procurador da República na Comarca Judicial de Lisboa, Promotor de Justiça no Tribunal Marítimo da Capitania do Porto de Lisboa (1968-1969) e delegado efetivo do Procurador-Geral da República nas Comarcas de Santa Cruz (1969-1972), Montijo e Lisboa (1972-1973).
Cumpriu o serviço militar obrigatório, que iniciou no Serviço de Administração Militar (1970), e prosseguiu em comissão, como alferes miliciano na Guerra Colonial, em Moçambique; período em que também lecionou no Instituto Comercial e no Instituto de Serviço Social de Lourenço Marques, hoje Maputo.
Foi membro da Comissão da Reforma do Estágio de Advocacia da Ordem dos Advogados (1977-1978).
Militante do Partido Social Democrata, iniciou a sua intervenção cívica antes do período democrático, como secretário da Direção do Centro Académico do Funchal. Após isso, presidiu à Delegação do Funchal da Juventude Escolar Católica e dirigiu o programa Meia Hora dos Estudantes, no Posto Emissor do Funchal.
Em 1987, foi eleito deputado à Assembleia da República portuguesa, pelo círculo eleitoral da Madeira, tendo ocupado esse cargo até 2015 - ou seja, foi deputado nacional entre a V e a XII legislatura - e liderado o Grupo Parlamentar do PSD entre 2002 e 2005. Foi Vice-Presidente da Assembleia da República na V legislatura (1987 - 1991).
É coautor de O Acto Único Europeu (Anotado e Comentado) (1987) e Tratado de Roma (Anotado e Comentado) (1987), e autor de Segredo de Estado: da Constituição à Lei (1991).
Foi também consultor do banco BPI.

## Condecorações
Foi feito Grande-Oficial da Ordem do Infante D. Henrique a 21 de Dezembro de 2015.

## Controvérsias
Em março de 2017, o Jornal de Negócios noticiou que Guilherme Silva estaria entre os oito deputados que detinham mais de 10% do capital de empresas ou de sociedades de advogados que ganharam contratos com o Estado português, o que é ilegal. De 2009 a 2015, Guilherme Silva obteve 25 contratos por ajuste direto de entidades públicas (nomeadamente com a Vice-Presidência do Governo Regional da Madeira, a Assembleia Legislativa da Região Autónoma da Madeira, a Universidade da Madeira e a Estradas da Madeira), faturando cerca de 638 mil euros. Quase todos os contratos visaram a aquisição de serviços de consultoria jurídica, representação jurídica ou elaboração de pareceres jurídicos. Guilherme Silva foi o único dos oito visados que à data da saída da notícia já não se encontrava a exercer a função de deputado.